# Бяла Река (Шуменська область)
Бя́ла Река́ (болг. Бяла река) — село в Шуменській області Болгарії. Входить до складу общини Вирбиця.

## Населення
За даними перепису населення 2011 року у селі проживала 1181 особа.
Національний склад населення села:
| Національність   | Кількість осіб | Відсоток |
| ---------------- | -------------- | -------- |
| турки            | 895            | 77,4%    |
| цигани           | 86             | 7,4%     |
| Всього відповіли | 1157           |          |

Розподіл населення за віком у 2011 році:
Динаміка населення: